# Tatuus F4-T421
Chronologie des modèles
Tatuus F4-T014 Aucun
La Tatuus F4-T421 est une voiture de course de formule à roues ouvertes conçue, développée et construite par le constructeur italien Tatuus pour les catégories juniors de Formule 4, depuis 2021,,,.

## Histoire
Il a été annoncé pour la première fois en janvier 2021 que la voiture entrerait en production pour faire ses débuts en compétition dans le championnat des Émirats arabes unis de Formule 4 2022 en tant que successeur de la Tatuus F4-T014, à la suite de l'introduction du halo et d'autres équipements de sécurité améliorées. Au cours de l'année 2021, de nombreux championnats de Formule 4 ont annoncé leur intention d'utiliser la voiture au cours de la saison 2022 : le championnat italien de F4, le championnat britannique de F4, le championnat espagnol de F4, le championnat des Émirats arabes unis de Formule 4, le championnat brésilien de F4, le championnat ACCR Formule 4 et ADAC Formule 4.
La voiture a commencé ses tests en septembre 2021. La voiture a fait ses débuts en compétition dans le Championnat des Émirats Arabes Unis de Formule 4 2022 et a participé aux saisons 2022 de tous les championnats annoncés, à l'exception du Championnat de Formule 4 ACCR qui a été reporté en raison de problèmes de chaîne d'approvisionnement mondiale.

## Championnats
| Année d'introduction | Pays                                          | Compétition                            | Saison |
| -------------------- | --------------------------------------------- | -------------------------------------- | ------ |
| 2022                 | Italie                                        | Italian F4 Championship                | 2022   |
| 2022                 | Allemagne                                     | ADAC Formula 4                         | 2022   |
| 2022                 | Espagne                                       | F4 Spanish Championship                | 2022   |
| 2022                 | Royaume-Uni                                   | F4 British Championship                | 2022   |
| 2022                 | Émirats arabes unis                           | F4 UAE Championship                    | 2022   |
| 2022                 | Brésil                                        | F4 Brazilian Championship              | 2022   |
| 2023                 | Autriche République tchèque Hongrie Slovaquie | Formula 4 CEZ Championship             | 2023   |
| 2023                 | Espagne                                       | Formula Winter Series                  | 2023   |
| 2023                 | International                                 | F1 Academy                             | 2023   |
| 2023                 | Chine Malaisie                                | Formula 4 South East Asia Championship | 2023   |
| 2024                 | Arabie saoudite                               | F4 Saudi Arabian Championship          | 2024   |
| 2024                 | Australie                                     | Formula 4 Australian Championship      | 2024   |
| 2024                 | Mexique                                       | NACAM Formula 4 Championship           | 2024   |